# Dendrocnide pruritivus
Dendrocnide pruritivus là loài thực vật có hoa trong họ Tầm ma. Loài này được H.St.John mô tả khoa học đầu tiên năm 1970.